# اس‌ام یوسی-۱۱۱
اس‌ام یوسی-۱۱۱ (به انگلیسی: SM UC-111) یک زیردریایی است که طول آن ۱۸۵ فوت ۵ اینچ (۵۶٫۵۲ متر) می‌باشد. این زیردریایی در سال ۱۹۱۸ ساخته شد.